# 棚機瀑布
棚機瀑布位於嘉義縣阿里山鄉旗山溪右岸支流、棚機山南南西方約2.9公里溪谷。瀑布標高約1390公尺至840公尺，為多階連鎖瀑布，單級最大落差約140公尺，總落差約550公尺。由高雄市那瑪夏區達卡努瓦沿旗山溪上溯，約8公里可抵達瀑布下。臺灣已故知名空拍攝影師齊柏林曾攝有此瀑布的影像紀錄。

## 解
1. ↑  根據《臺灣通用電子地圖【NLSC】》、《農航所（正射影像圖）》對照。